# Skallen
Skallen (norwegisch für Schädel) ist ein Gebiet mit Hügeln aus blankem Fels an der Prinz-Harald-Küste des ostantarktischen Königin-Maud-Lands. Sie ragen zwischen der Skallevika und dem Skallebreen in die östliche Lützow-Holm-Bucht. Zu ihnen gehört der Himi Yama.
Norwegische Kartografen, welche die Hügelgruppe auch deskriptiv benannten, kartierten sie anhand von Luftaufnahmen, die bei der Lars-Christensen-Expedition 1936/37 entstanden.